# Gaia Guiducci
Gaia Guiducci (Roma, 9 marzo 2002) è una pallavolista italiana, palleggiatore della Roma Club.

## Biografia
È figlia dell'ex pallavolista Laura Bruschini.

## Carriera

### Club
La carriera di Gaia Guiducci inizia nelle giovanili della Volleyrò con la quale vince lo scudetto under 16 nella stagione 2017-18, ottenendo anche il premio come miglior palleggiatrice nelle finali nazionali, e lo scudetto under 18 nell'annata successiva.
Nella stagione 2020-21 debutta nella pallavolo professionista difendendo i colori del Roma Club, in Serie A2.
L'annata successiva si trasferisce alla Wealth Planet Perugia, nella massima divisione del campionato italiano, nella quale milita anche nel campionato 2022-23 con la maglia del Firenze e in quello 2023-24 con la neopromossa Trentino. Resta in Serie A1 anche nella stagione 2024-25, ma indossando la casacca del Chieri '76.

### Nazionale
Nel 2018 ottiene le prime convocazioni nella nazionale under 18, con la quale l'anno seguente vince la medeglia d'argento al Campionato mondiale.
Nel 2021 vince il Campionato mondiale under 20, venendo anche nominata MVP e miglior palleggiatrice del torneo.

## Palmarès

### Nazionale (competizioni minori)
- Campionato mondiale under 18 2019
- Campionato mondiale under 20 2021

### Premi individuali
- 2021 - Campionato mondiale under 20: MVP
- 2021 - Campionato mondiale under 20: Miglior palleggiatrice